# Капелюк, Амнон
Амно́н Капелю́к (ивр. אמנון קפליוק‎, англ. Amnon Kapeliouk) (1931 — 26 июня 2009) — франко-израильский журналист и писатель.

## Биография
А.Капелюк родился в Иерусалиме. В 1950-х годах начал писать для газеты «Al HaMishma» (англ.) (Ха-шомер ха-цаир, МАПАМ).
Среди опубликованных его работ: биография Ясира Арафата, подробное расследование резни в Сабре и Шатиле. Был постоянным автором Le Monde Diplomatique, печатался также в других журналах и газетах.
Газета Хаарец относит его к левой части политического спектра и называет одним из основателей организации Бецелем.
В 2004 году организация CAMERA обвинила его в искаженном цитировании израильского премьер-министра Менахема Бегина: Капелюк написал, что Бегин в своей речи в кнессете якобы назвал палестинцев двуногими зверями, в то время, как слова Бегина, по мнению CAMERA, относились к террористам, угрожающим израильским детям :
А.Капелюк:
- «For this reason the government has gone to extraordinary lengths to dehumanise the Palestinians. Begin described them in a speech in the Knesset as "beasts walking on two legs".»

М.Бегин:
- «If the hand of any two-footed animal is raised against them, that hand will be cut off, and our children will grow up in joy in the homes of their parents».

Извинений от Капелюка не последовало.
На момент смерти А.Капелюк жил в Иерусалиме, Израиль.

## Книги
- «Arafat l’irréductible» (Fayard, Paris, 2004)  (фр.)
- «Rabin: Un assassinat politique»  (фр.)
- «La fin des mythes, Sabra et Chatila: Enquete sur un massacre»  (фр.) («Sabra & Chatila: Inquiry Into a Massacre»[6]  (англ.))